# مارتي فوستر
مارتي فوستر (بالإنجليزية: Marty Foster)‏ هو لاعب كرة قاعدة أمريكي، ولد في 25 نوفمبر 1963 في دنفر في الولايات المتحدة.